# ارلی (بازیکن فوتبال)
ارلی (انگلیسی: Arley؛ زادهٔ ۲۵ مهٔ ۱۹۸۶) بازیکن فوتبال اهل برزیل است.
از باشگاه‌هایی که در آن بازی کرده‌است می‌توان به باشگاه فوتبال ساگان توسو اشاره کرد.